# إس 8000 بانديرول
إس 8000 باندرول ( بالروسية : S8000 Бандероль) هو صاروخ جوال صغير طورته مجموعة كرونشتات.

## التاريخ
في مايو 2025 كشفت هيئة الاستخبارات العسكرية الأوكرانية أن روسيا كانت تستخدم صاروخًا جوالًا جديدًا يسمى إس 8000 بانديرول.

## الوصف

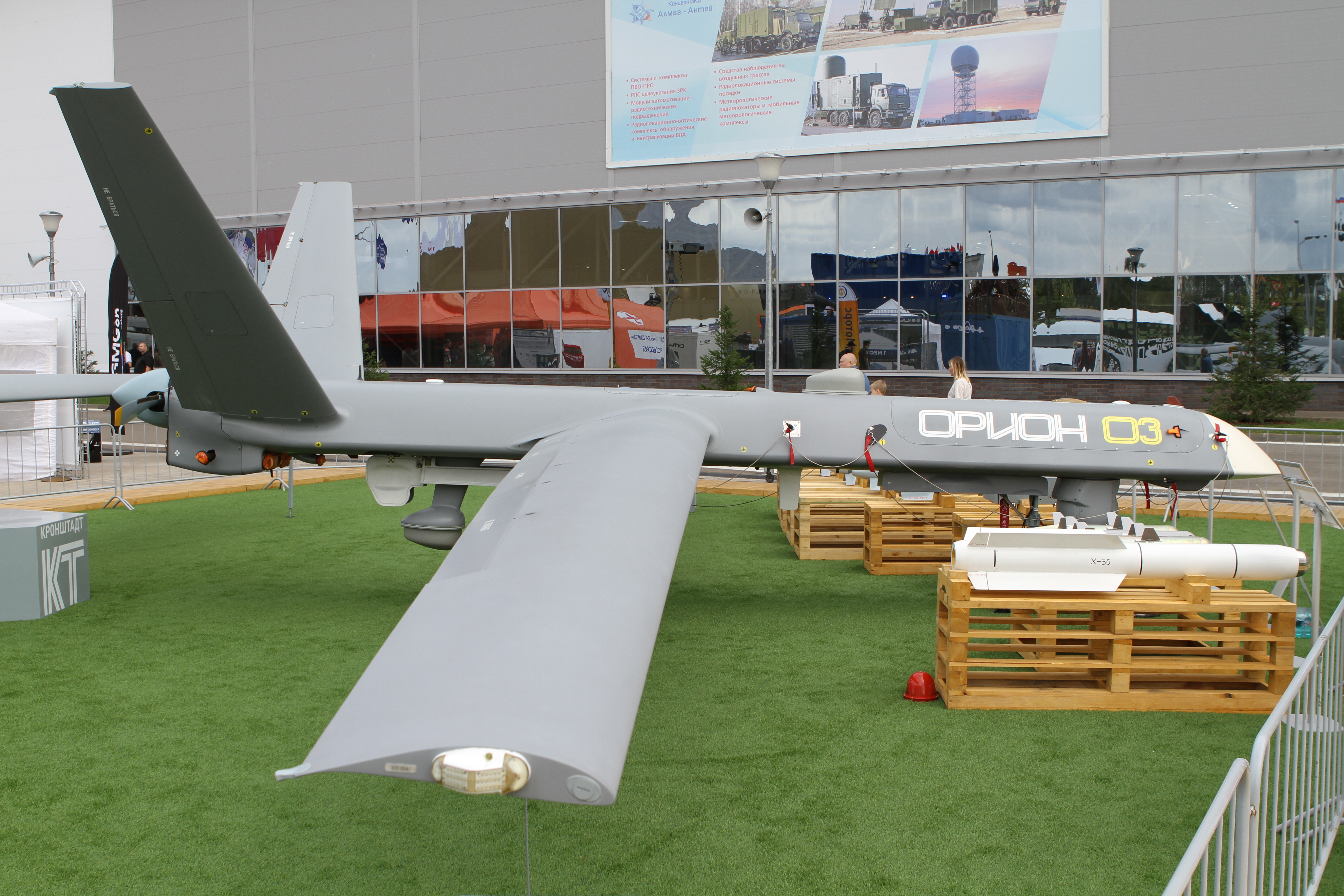
كرونشتات أوريون منصة إطلاق صواريخ بانديرول

يركز تصميم بانديرول على التكلفة المنخفضة وسهولة التصنيع. معظم مكوناته مستوردة من الخارج، بما في ذلك المكونات الرئيسية. محرك التوربين النفاث هو محرك Swiwin SW800Pro الصيني المتوفر على علي إكسبريس.
يقال أن بانديرول يحتوي الأجزاء التالية:
- جهاز استشعار الحركة (وحدة قياس بالقصور الذاتي سداسية المحاور) من صنع الولايات المتحدة (جيروسكوب ثلاثي المحاور ومقياس تسارع ثلاثي المحاور) من إنتاج InvenSense ( TDK )؛[5][6]
- متحكم دقيق من شركة إس تي مايكروإلكترونيكس السويسرية؛
- مودم راديو "تبادل المعلومات" RFD900x المصنوع في أستراليا من RF Design؛[7]
- هوائي نمط الاستقبال المتحكم به، Comet-M8 المحمي من CRP، روسي الصنع:[8]
- بطارية يابانية من إنتاج شركة موراتا للتصنيع؛[9]
- محرك سيرفو من كوريا الجنوبية من إنتاج شركة Dynamixel (Robotis).[10][11][12]

يُطلَق بانديرول جوًّا باستخدام كرونشتات أوريون كمنصة إطلاق أساسية. يمكن أيضًا دمجه مع مي-28 هافوك.